# Grand Prix du canton d'Argovie 2015
La 52e édition du Grand Prix du canton d'Argovie a eu lieu le 11 juin 2015. La course fait partie du calendrier UCI Europe Tour 2015 en catégorie 1.HC.
L'épreuve a été remportée lors d'un sprint massif par le Norvégien Alexander Kristoff (Katusha) devant le Suisse Michael Albasini (Orica-GreenEDGE) et l'Italien Davide Appollonio (Androni Giocattoli-Sidermec).

## Présentation

### Équipes
Classé en catégorie 1.HC de l'UCI Europe Tour, le Grand Prix du canton d'Argovie est par conséquent ouvert aux WorldTeams dans la limite de 75 % des équipes participantes, aux équipes continentales professionnelles, aux équipes continentales suisses et à une équipe nationale suisse.
Dix-huit équipes participent à ce Grand Prix du canton d'Argovie - neuf WorldTeams, sept équipes continentales professionnelles, une équipe continentale et une équipe nationale :
| UCI WorldTeams      | UCI WorldTeams | UCI WorldTeams |
| Nom de l'équipe     | Pays           | Code           |
| ------------------- | -------------- | -------------- |
| AG2R La Mondiale    | France         | ALM            |
| Astana              | Kazakhstan     | AST            |
| BMC Racing          | États-Unis     | BMC            |
| Cannondale-Garmin   | États-Unis     | TCG            |
| IAM                 | Suisse         | IAM            |
| Katusha             | Russie         | KAT            |
| Lampre-Merida       | Italie         | LAM            |
| Orica-GreenEDGE     | Australie      | OGE            |
| Trek Factory Racing | États-Unis     | TFR            |

| Équipes continentales professionnelles | Équipes continentales professionnelles | Équipes continentales professionnelles |
| Nom de l'équipe                        | Pays                                   | Code                                   |
| -------------------------------------- | -------------------------------------- | -------------------------------------- |
| Androni Giocattoli-Sidermec            | Italie                                 | AND                                    |
| Bora-Argon 18                          | Allemagne                              | BOA                                    |
| Cult Energy                            | Danemark                               | CLT                                    |
| MTN-Qhubeka                            | Afrique du Sud                         | MTN                                    |
| RusVelo                                | Russie                                 | RVL                                    |
| Topsport Vlaanderen-Baloise            | Belgique                               | TSV                                    |
| Wanty-Groupe Gobert                    | Belgique                               | WGG                                    |

| Équipe continentale | Équipe continentale | Équipe continentale |
| Nom de l'équipe     | Pays                | Code                |
| ------------------- | ------------------- | ------------------- |
| Roth-Škoda          | Suisse              | ROT                 |

| Équipe nationale           | Équipe nationale | Équipe nationale |
| Nom de l'équipe            | Pays             | Code             |
| -------------------------- | ---------------- | ---------------- |
| Équipe nationale de Suisse | Suisse           | SUI              |

## Classements

### Classement final
| Classement final | Classement final   | Classement final | Classement final            | Classement final  |
|                  | Coureur            | Pays             | Équipe                      | Temps             |
| ---------------- | ------------------ | ---------------- | --------------------------- | ----------------- |
| 1er              | Alexander Kristoff | Norvège          | Katusha                     | en 4 h 28 min 4 s |
| 2e               | Michael Albasini   | Suisse           | Orica-GreenEDGE             | m.t               |
| 3e               | Davide Appollonio  | Italie           | Androni Giocattoli-Sidermec | m.t               |
| 4e               | Niccolò Bonifazio  | Italie           | Lampre-Merida               | m.t               |
| 5e               | Kristian Sbaragli  | Italie           | MTN-Qhubeka                 | m.t               |
| 6e               | Giacomo Nizzolo    | Italie           | Trek Factory Racing         | m.t               |
| 7e               | Fabian Wegmann     | Allemagne        | Cult Energy                 | m.t               |
| 8e               | Enrico Gasparotto  | Italie           | Wanty-Groupe Gobert         | m.t               |
| 9e               | Heinrich Haussler  | Australie        | IAM                         | m.t               |
| 10e              | Danilo Wyss        | Suisse           | BMC Racing                  | m.t               |
| modifier         |                    |                  |                             |                   |

### UCI Europe Tour
Ce Grand Prix du canton d'Argovie attribue des points pour l'UCI Europe Tour 2015, par équipes seulement aux coureurs des équipes continentales professionnelles et continentales, individuellement à tous les coureurs sauf ceux faisant partie d'une équipe ayant un label WorldTeam.
| Position,          | 1er | 2e | 3e | 4e | 5e | 6e | 7e | 8e | 9e | 10e | 11e | 12e | 13e | 14e | 15e |
| Classement général | 100 | 70 | 40 | 30 | 25 | 20 | 15 | 10 | 9  | 8   | 7   | 6   | 5   | 4   | 3   |

## Liste des participants
- Liste de départ complète

| Légende | Légende                                                                      | Légende | Légende                                                    |
| ------- | ---------------------------------------------------------------------------- | ------- | ---------------------------------------------------------- |
| Num     | Dossard de départ porté par le coureur sur ce Grand Prix du canton d'Argovie | Pos     | Position à l'arrivée de la course                          |
|         | Indique un maillot de champion national ou mondial, suivi de sa spécialité   | NP      | Indique un coureur qui n'a pas pris le départ de la course |
| AB      | Indique un coureur qui n'a pas terminé la course                             | HD      | Indique un coureur qui a terminé la course hors des délais |

| Orica-GreenEDGE OGE   | Orica-GreenEDGE OGE      | Orica-GreenEDGE OGE |
| --------------------- | ------------------------ | ------------------- |
| Num                   | Coureur                  | Pos                 |
| 1                     | Michael Albasini (SUI)   | 2e                  |
| 2                     | Cameron Meyer (AUS)      | 54e                 |
| 3                     | Simon Clarke (AUS)       | AB                  |
| 4                     | Mathew Hayman (AUS)      | AB                  |
| 5                     | Svein Tuft (CAN) (Route) | AB                  |
| 6                     |                          |                     |
| 7                     | Sam Bewley (NZL)         | AB                  |
| 8                     |                          |                     |
| Directeur sportif : ? |                          |                     |

| Trek Factory Racing TFR | Trek Factory Racing TFR     | Trek Factory Racing TFR |
| ----------------------- | --------------------------- | ----------------------- |
| Num                     | Coureur                     | Pos                     |
| 11                      | Julián Arredondo (COL)      | 55e                     |
| 12                      |                             |                         |
| 13                      | Giacomo Nizzolo (ITA)       | 6e                      |
| 14                      | Laurent Didier (LUX)        | 100e                    |
| 15                      | Bob Jungels (LUX)           | 86e                     |
| 16                      | Grégory Rast (SUI)          | 85e                     |
| 17                      | Fränk Schleck (LUX) (Route) | 52e                     |
| 18                      | Fábio Silvestre (POR)       | 102e                    |
| Directeur sportif : ?   |                             |                         |

| Lampre-Merida LAM     | Lampre-Merida LAM        | Lampre-Merida LAM |
| --------------------- | ------------------------ | ----------------- |
| Num                   | Coureur                  | Pos               |
| 21                    | Davide Cimolai (ITA)     | AB                |
| 22                    | Valerio Conti (ITA)      | 39e               |
| 23                    | Xu Gang (CHN)            | AB                |
| 24                    | Kristijan Đurasek (CRO)  | 43e               |
| 25                    | Przemysław Niemiec (POL) | 53e               |
| 26                    | Niccolò Bonifazio (ITA)  | 4e                |
| 27                    | Luka Pibernik (SLO)      | 45e               |
| 28                    | Mário Costa (POR)        | 78e               |
| Directeur sportif : ? |                          |                   |

| AG2R La Mondiale ALM  | AG2R La Mondiale ALM      | AG2R La Mondiale ALM |
| --------------------- | ------------------------- | -------------------- |
| Num                   | Coureur                   | Pos                  |
| 31                    | Jan Bakelants (BEL)       | 30e                  |
| 32                    | Guillaume Bonnafond (FRA) | 37e                  |
| 33                    | Alexis Gougeard (FRA)     | AB                   |
| 34                    | Julien Bérard (FRA)       | 14e                  |
| 35                    | Sébastien Turgot (FRA)    | 65e                  |
| 36                    | Quentin Jauregui (FRA)    | 89e                  |
| 37                    | Blel Kadri (FRA)          | 93e                  |
| 38                    | Pierre Latour (FRA)       | 28e                  |
| Directeur sportif : ? |                           |                      |

| Astana AST            | Astana AST                 | Astana AST |
| --------------------- | -------------------------- | ---------- |
| Num                   | Coureur                    | Pos        |
| 41                    | Borut Božič (SLO)          | AB         |
| 42                    | Valerio Agnoli (ITA)       | 36e        |
| 43                    | Alexey Lutsenko (KAZ)      | 20e        |
| 44                    | Davide Malacarne (ITA)     | 50e        |
| 45                    | Daniil Fominykh (KAZ)      | 66e        |
| 46                    | Miguel Ángel López (COL)   | AB         |
| 47                    | Bakhtiyar Kozhatayev (KAZ) | 88e        |
| 48                    |                            |            |
| Directeur sportif : ? |                            |            |

| Katusha KAT           | Katusha KAT              | Katusha KAT |
| --------------------- | ------------------------ | ----------- |
| Num                   | Coureur                  | Pos         |
| 51                    | Sergey Chernetskiy (RUS) | 61e         |
| 52                    | Jacopo Guarnieri (ITA)   | AB          |
| 53                    | Sergueï Lagoutine (RUS)  | 60e         |
| 54                    | Alexander Kristoff (NOR) | 1er         |
| 55                    | Ilnur Zakarin (RUS)      | 59e         |
| 56                    | Anton Vorobyev (RUS)     | AB          |
| 57                    | Yury Trofimov (RUS)      | 44e         |
| 58                    | Pavel Kochetkov (RUS)    | 49e         |
| Directeur sportif : ? |                          |             |

| BMC Racing BMC        | BMC Racing BMC          | BMC Racing BMC |
| --------------------- | ----------------------- | -------------- |
| Num                   | Coureur                 | Pos            |
| 61                    | Marcus Burghardt (GER)  | 42e            |
| 62                    | Silvan Dillier (SUI)    | 58e            |
| 63                    | Ben Hermans (BEL)       | 17e            |
| 64                    | Manuel Senni (ITA)      | AB             |
| 65                    | Greg Van Avermaet (BEL) | 40e            |
| 66                    | Danilo Wyss (SUI)       | 10e            |
| 67                    | Rick Zabel (GER)        | AB             |
| 68                    |                         |                |
| Directeur sportif : ? |                         |                |

| Cannondale-Garmin TCG | Cannondale-Garmin TCG     | Cannondale-Garmin TCG |
| --------------------- | ------------------------- | --------------------- |
| Num                   | Coureur                   | Pos                   |
| 71                    | Alberto Bettiol (ITA)     | 80e                   |
| 72                    | André Cardoso (POR)       | 41e                   |
| 73                    | Joe Dombrowski (USA)      | 51e                   |
| 74                    | Lasse Norman Hansen (DEN) | 18e                   |
| 75                    | Benjamin King (USA)       | 21e                   |
| 76                    | Matej Mohorič (SLO)       | 71e                   |
| 77                    | Moreno Moser (ITA)        | 23e                   |
| 78                    |                           |                       |
| Directeur sportif : ? |                           |                       |

| Cult Energy CLT       | Cult Energy CLT         | Cult Energy CLT |
| --------------------- | ----------------------- | --------------- |
| Num                   | Coureur                 | Pos             |
| 81                    | Linus Gerdemann (GER)   | 11e             |
| 82                    | Rasmus Guldhammer (DEN) | 69e             |
| 83                    |                         |                 |
| 84                    | Alex Kirsch (LUX)       | 83e             |
| 85                    | Christian Mager (GER)   | AB              |
| 86                    | Martin Mortensen (DEN)  | 73e             |
| 87                    | Fabian Wegmann (GER)    | 7e              |
| 88                    | Joël Zangerlé (LUX)     | 27e             |
| Directeur sportif : ? |                         |                 |

| IAM                   | IAM                             | IAM  |
| --------------------- | ------------------------------- | ---- |
| Num                   | Coureur                         | Pos  |
| 91                    | Marcel Aregger (SUI)            | 97e  |
| 92                    | Clément Chevrier (FRA)          | 38e  |
| 93                    | Heinrich Haussler (AUS) (Route) | 9e   |
| 94                    | Jonathan Fumeaux (SUI)          | 2e   |
| 95                    | Pirmin Lang (SUI)               | 103e |
| 96                    | Simon Pellaud (SUI)             | 76e  |
| 97                    | Jérôme Pineau (FRA)             | AB   |
| 98                    | Patrick Schelling (SUI)         | AB   |
| Directeur sportif : ? |                                 |      |

| Androni Giocattoli-Sidermec AND | Androni Giocattoli-Sidermec AND | Androni Giocattoli-Sidermec AND |
| ------------------------------- | ------------------------------- | ------------------------------- |
| Num                             | Coureur                         | Pos                             |
| 101                             | Franco Pellizotti (ITA)         | 56e                             |
| 102                             | Davide Appollonio (ITA)         | 3e                              |
| 103                             | Tiziano Dall'Antonia (ITA)      | AB                              |
| 104                             | Marco Frapporti (ITA)           | 48e                             |
| 105                             | Alberto Nardin (ITA)            | 70e                             |
| 106                             | Fabio Taborre (ITA)             | 31e                             |
| 107                             | Alessio Taliani (ITA)           | 35e                             |
| 108                             | Gianfranco Zilioli (ITA)        | 67e                             |
| Directeur sportif : ?           |                                 |                                 |

| RusVelo RVL           | RusVelo RVL               | RusVelo RVL |
| --------------------- | ------------------------- | ----------- |
| Num                   | Coureur                   | Pos         |
| 111                   | Ildar Arslanov (RUS)      | 64e         |
| 112                   | Roman Kustadinchev (RUS)  | 95e         |
| 113                   |                           |             |
| 114                   | Aleksandr Komin (RUS)     | 98e         |
| 115                   | Artem Nych (RUS)          | 82e         |
| 116                   | Alexander Rybakov (RUS)   | 87e         |
| 117                   | Mamyr Stash (RUS)         | AB          |
| 118                   | Alexander Foliforov (RUS) | 104e        |
| Directeur sportif : ? |                           |             |

| Bora-Argon 18 BOA     | Bora-Argon 18 BOA         | Bora-Argon 18 BOA |
| --------------------- | ------------------------- | ----------------- |
| Num                   | Coureur                   | Pos               |
| 121                   | Phil Bauhaus (GER)        | AB                |
| 122                   | Cesare Benedetti (ITA)    | 34e               |
| 123                   | Patrick Konrad (AUT)      | 25e               |
| 124                   | Christoph Pfingsten (GER) | AB                |
| 125                   | Andreas Schillinger (GER) | 46e               |
| 126                   | Daniel Schorn (AUT)       | 74e               |
| 127                   | Michael Schwarzmann (GER) | AB                |
| 128                   | Ralf Matzka (GER)         | 15e               |
| Directeur sportif : ? |                           |                   |

| MTN-Qhubeka MTN       | MTN-Qhubeka MTN          | MTN-Qhubeka MTN |
| --------------------- | ------------------------ | --------------- |
| Num                   | Coureur                  | Pos             |
| 131                   | Kristian Sbaragli (ITA)  | 5e              |
| 132                   | Gerald Ciolek (GER)      | AB              |
| 133                   | Adrien Niyonshuti (RWA)  | 79e             |
| 134                   | Jay Robert Thomson (RSA) | AB              |
| 135                   | Youcef Reguigui (ALG)    | 16e             |
| 136                   | Natnael Berhane (ERI)    | 29e             |
| 137                   | Nicolas Dougall (RSA)    | 81e             |
| 138                   | Merhawi Kudus (ERI)      | 24e             |
| Directeur sportif : ? |                          |                 |

| Topsport Vlaanderen-Baloise TSV | Topsport Vlaanderen-Baloise TSV | Topsport Vlaanderen-Baloise TSV |
| ------------------------------- | ------------------------------- | ------------------------------- |
| Num                             | Coureur                         | Pos                             |
| 141                             | Thomas Sprengers (BEL)          | 13e                             |
| 142                             | Arthur Vanoverberghe (BEL)      | 90e                             |
| 143                             | Preben Van Hecke (BEL)          | 84e                             |
| 144                             | Tim Declercq (BEL)              | 19e                             |
| 145                             | Floris De Tier (BEL)            | 101e                            |
| 146                             | Pieter Jacobs (BEL)             | 96e                             |
| 147                             | Stijn Steels (BEL)              | AB                              |
| 148                             | Sander Helven (BEL)             | 105e                            |
| Directeur sportif : ?           |                                 |                                 |

| Wanty-Groupe Gobert WGG | Wanty-Groupe Gobert WGG | Wanty-Groupe Gobert WGG |
| ----------------------- | ----------------------- | ----------------------- |
| Num                     | Coureur                 | Pos                     |
| 151                     | Enrico Gasparotto (ITA) | 8e                      |
| 152                     | Frederik Backaert (BEL) | 72e                     |
| 153                     | Jérôme Baugnies (BEL)   | 33e                     |
| 154                     | Francis De Greef (BEL)  | 47e                     |
| 155                     | Marco Marcato (ITA)     | 57e                     |
| 156                     | Marco Minnaard (NED)    | 77e                     |
| 157                     | Mirko Selvaggi (ITA)    | 32e                     |
| 158                     | Simone Antonini (ITA)   | 91e                     |
| Directeur sportif : ?   |                         |                         |

| Équipe nationale de Suisse SUI | Équipe nationale de Suisse SUI | Équipe nationale de Suisse SUI |
| ------------------------------ | ------------------------------ | ------------------------------ |
| Num                            | Coureur                        | Pos                            |
| 161                            | Gian Friesecke (SUI)           | 26e                            |
| 162                            |                                |                                |
| 163                            | Claudio Imhof (SUI)            | AB                             |
| 164                            | Martin Kohler (SUI)            | AB                             |
| 165                            | Fabian Lienhard (SUI)          | 12e                            |
| 166                            | Frank Pasche (SUI)             | AB                             |
| 167                            | Lars Schnyder (SUI)            | 94e                            |
| 168                            | Simon Zahner (SUI)             | 63e                            |
| Directeur sportif : ?          |                                |                                |

| Roth-Škoda ROT        | Roth-Škoda ROT                    | Roth-Škoda ROT |
| --------------------- | --------------------------------- | -------------- |
| Num                   | Coureur                           | Pos            |
| 171                   | Andrea Pasqualon (ITA)            | 68e            |
| 172                   | Silvan Dieterich (SUI)            | 92e            |
| 173                   | Alberto Cecchin (ITA)             | 62e            |
| 174                   | Andrea Vaccher (ITA)              | AB             |
| 175                   | Miloš Borisavljević (SRB) (Route) | 106e           |
| 176                   | Lukas Jaun (SUI)                  | 75e            |
| 177                   | Giacomo Tomio (ITA)               | AB             |
| 178                   | Nico Brüngger (SUI)               | 99e            |
| Directeur sportif : ? |                                   |                |